# Friedrich Brentel
Friedrich Brentel (im französischsprachigen Sprachraum bekannt auch als Frédéric Brentel; * 9. Juli 1580 in Lauingen; † 17. Mai 1651 in Straßburg) war ein künstlerisch bedeutender deutscher Kupferstecher, Radierer, Zeichner und Miniaturmaler, der die wichtigste Radiererwerkstatt im Großraum Straßburg am Anfang des 17. Jahrhunderts betrieb.
Brentel bekam zahlreiche Aufträge vom hohen und niederen Adel im Gebiet zwischen Nancy und Stuttgart. Seine Werke wurden gesammelt von den Liebhabern und später von den staatlichen Institutionen, doch verhältnismäßig wenig wurde in die heutige Zeit überliefert – vieles verbrannte z. B. bei dem Brand der Straßburger Bibliothek 1870. In seiner Werkstatt bildete Friedrich Brentel zahlreiche Schüler, darunter Matthäus Merian, aus. Friedrich Brentel war ein Sohn des Miniatur- und Wappenmalers Georg Brentel der Älteren sowie ein Halbbruder der Maler David und Elias Brentel.

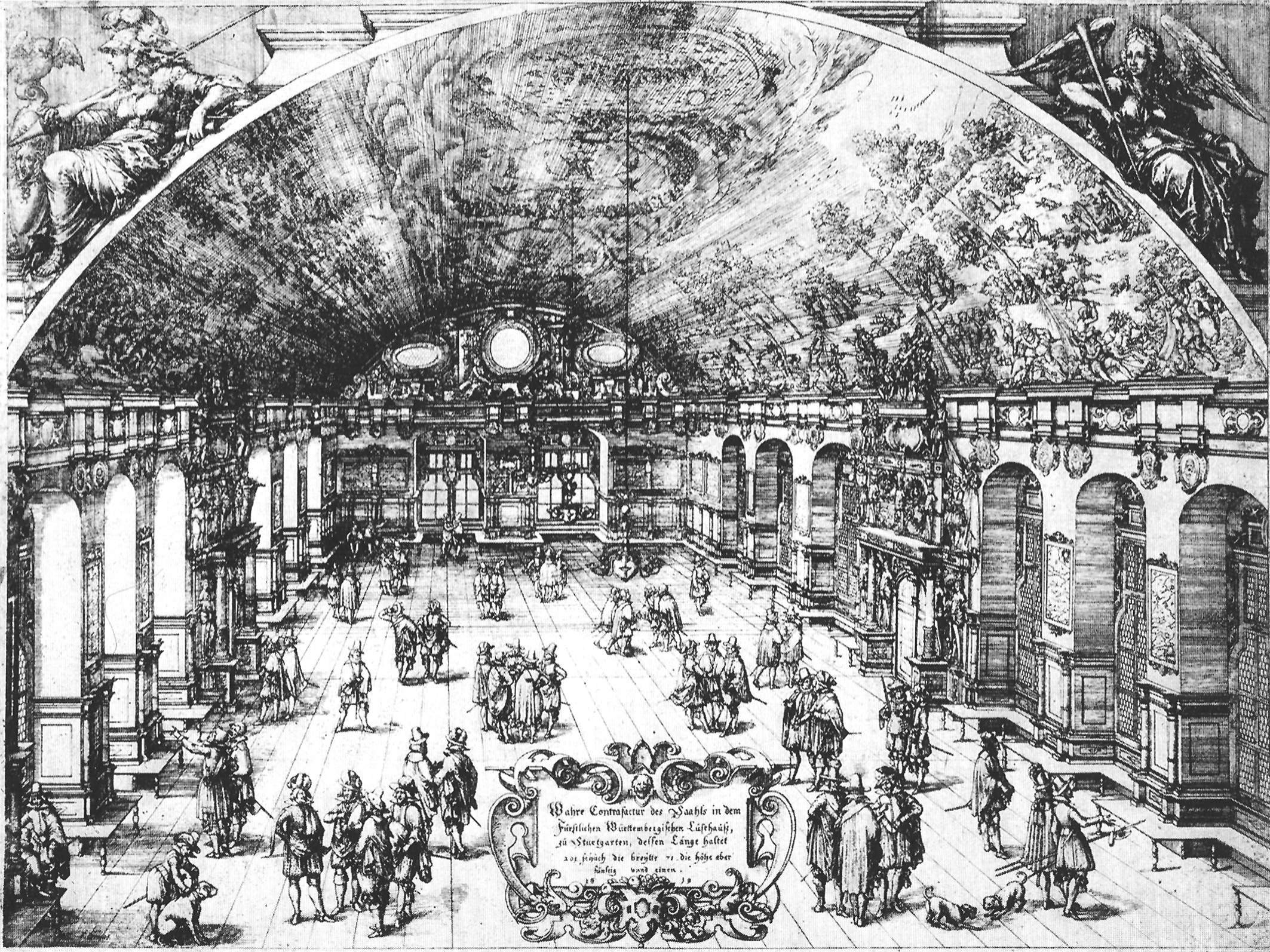
Großer Saal im Neuen Lusthaus in Stuttgart (Radierung, 1619)

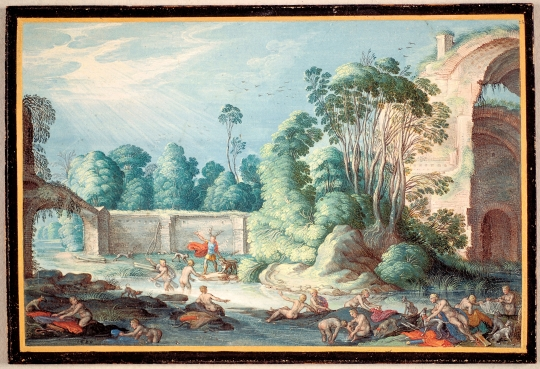
Diana und Aktäon, (Gouache auf Pergament, 1620, Grafikkabinett Straßburg)

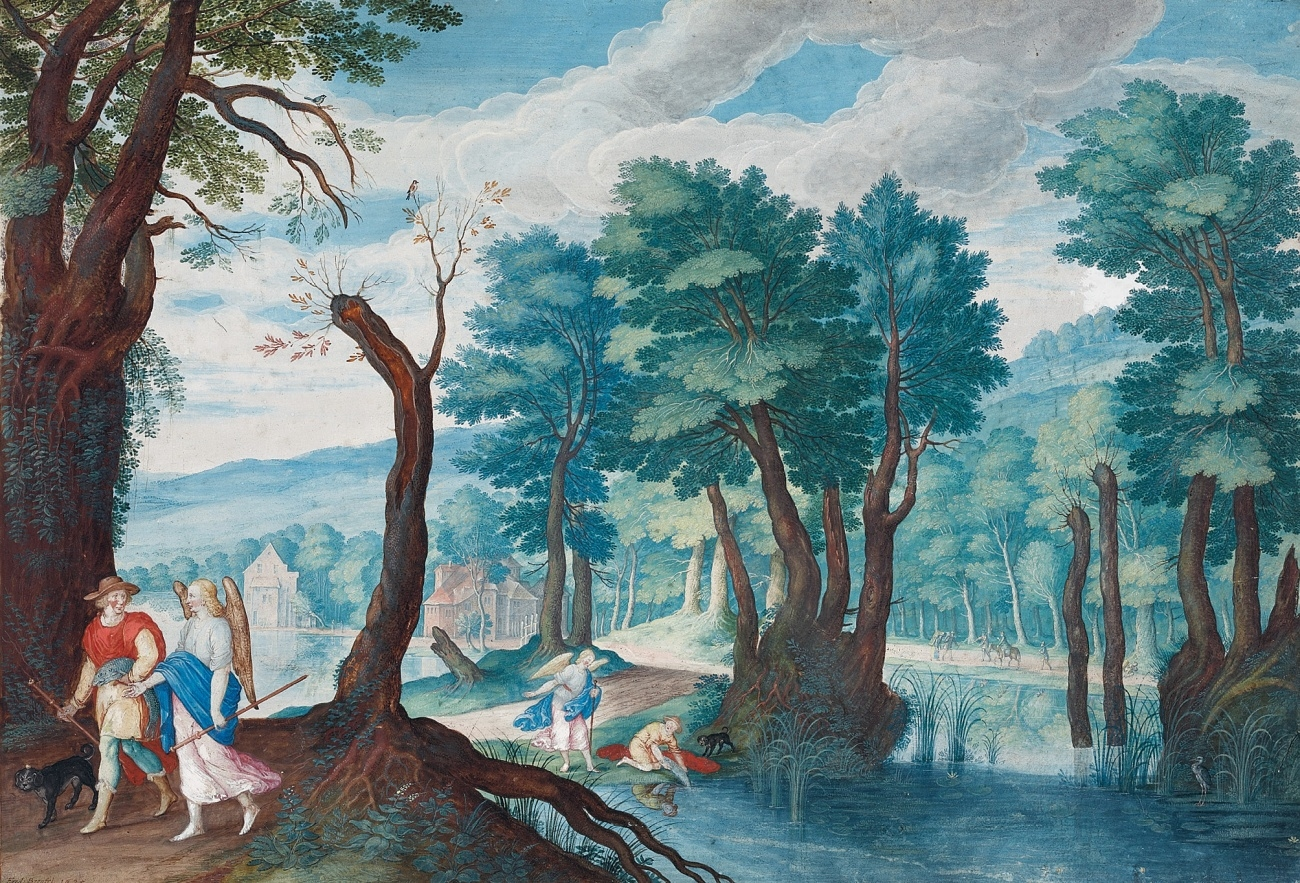
Landschaft mit Tobias und dem Engel Raphael (Gouache auf Pergament, 1625)

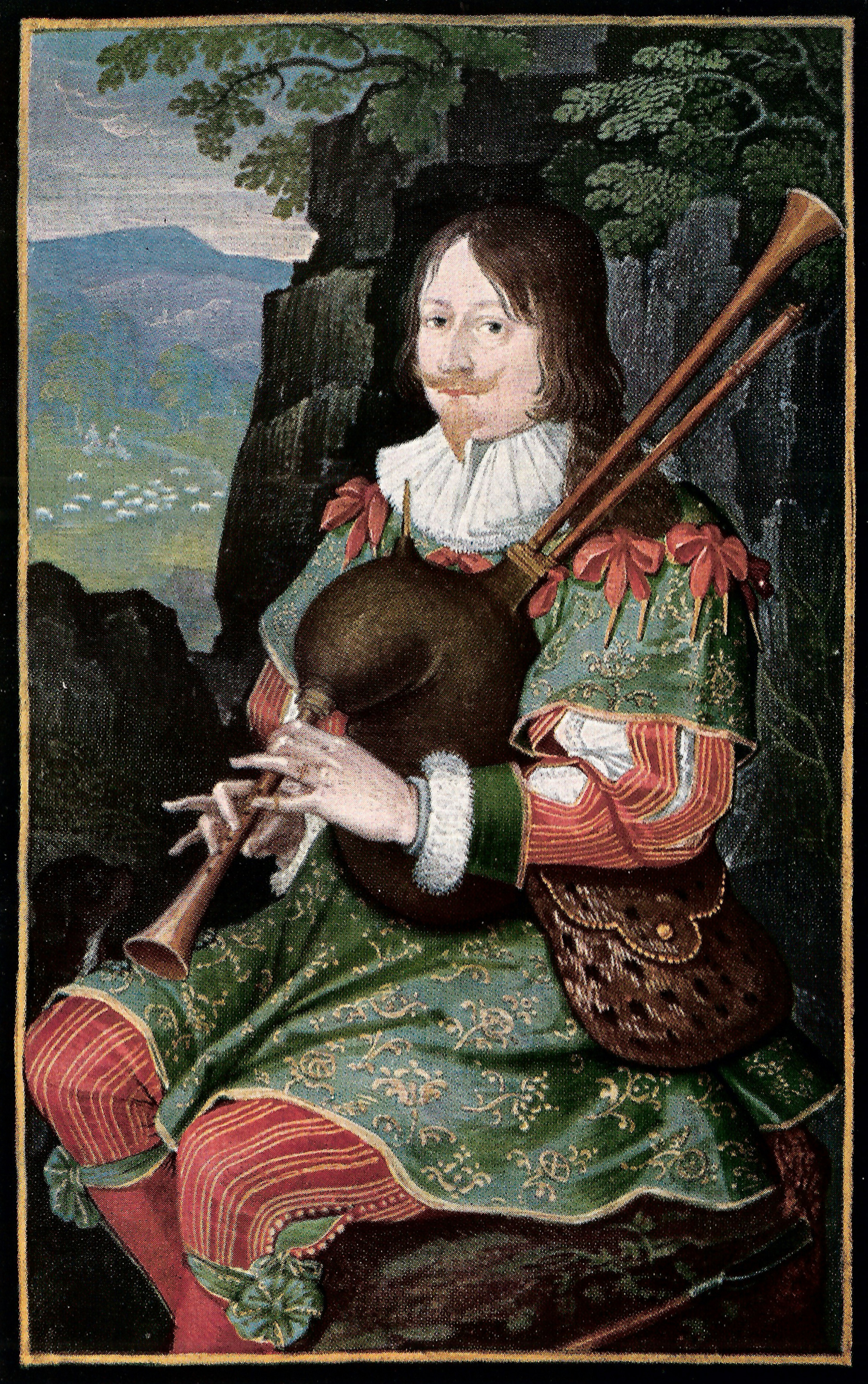
Georg Friedrich Herr zu Rappoltstein (Miniatur, vermutlich 1629)

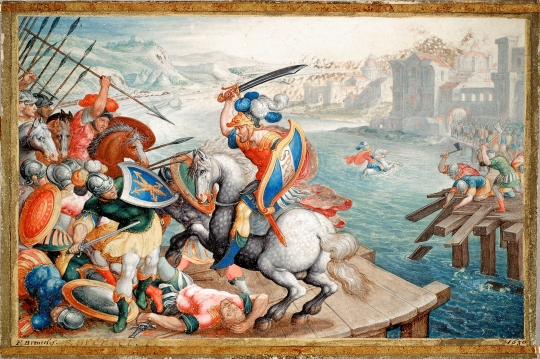
Horatius Cocles (1630, Grafikkabinett Straßburg)

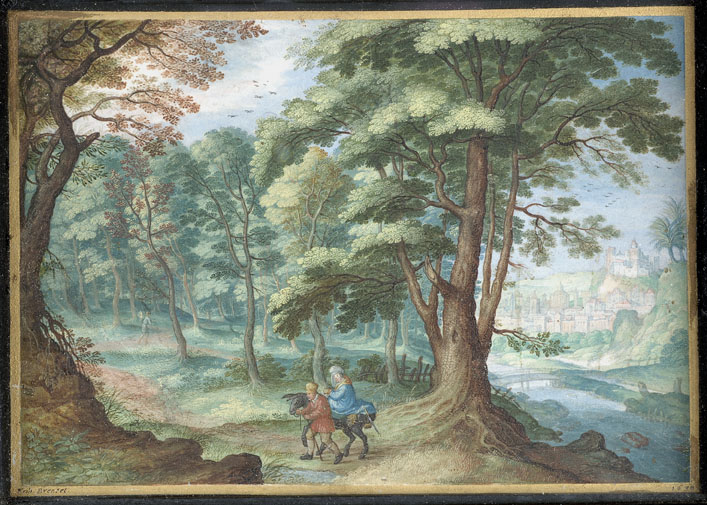
Flucht aus Ägypten, 1638 (Grafikkabinett Straßburg)

## Leben
Friedrich Brentel war das erste Kind seines Vaters Georg mit dessen zweiten Ehefrau Anna geb. Gailhofer. Er kam nach Straßburg im Jahre 1587, als siebenjähriger Knabe mit seinen Eltern und jüngeren Geschwistern. Sein Vater ließ sich dort als Maler nieder. Es wird angenommen, dass Friedrich bei seinem Vater seine erste künstlerische Ausbildung bekam. Er kopierte auch Stiche niederländischer Manieristen als lavierte Federzeichnungen (ältestes erhaltenes Beispiel stammt von 1596). Brentel war später in den Niederlanden, wo er gewiss seine subtile Technik der Miniaturmalerei erlernte, doch wann genau dieser Aufenthalt stattfand und bei wem er lernte, ist völlig unbekannt. Seine älteste erhaltene Miniatur stammt erst aus dem Jahr 1618 und trägt zur Erhellung dieser Frage nicht bei. Seine Miniaturen erinnern stilistisch sehr stark an die Miniaturen von Hans Bol.
Am 22. Februar 1601 heiratete Friedrich Brentel ebenfalls in Straßburg Anna Brackenhoffer, Tochter des Rotgerbers Andreas Brackenhoffer und im gleichen Jahr bekam er das Bürgerrecht der Stadt. Aus dieser Ehe hatte er nur zwei Kinder: Hans Friedrich (1602–1636) und Anna Maria (1613–1633). Zunächst arbeitete er in der Werkstatt seines Vaters, die er nach dessen Tod (1610) übernahm. Abgesehen von einigen kurzen Auswärtsaufenthalten blieb er bis zu seinem Lebensende in Straßburg, wo er seine Kunst weiter entwickelte und als bester Maler Straßburgs seiner Zeit berühmt wurde. In den früheren Jahren – bis etwa 1620 – stellte er fast ausschließlich Radierungen her. Erst danach malte er vor allem Miniaturen. Zeichnungen, die aus seiner ganzen Schaffensperiode am zahlreichsten überliefert sind, waren für Brentel meistens nur Skizzen für seine Arbeiten in anderen Techniken.

## Werk
Als sein erstes bemerkenswertes Werk wird der Radierungenzyklus Pompe funèbre über die Trauerfeierlichkeiten von Herzog Karl III. von Lothringen angesehen, die in Nancy von Mai bis Juli 1608 stattfanden. Dieser in zierlichem, geistreichem Stil gefertigter Zyklus ist ein wichtiger Beweis der Pracht dieser Feierlichkeiten. Brentel selbst nahm an den Feierlichkeiten nicht teil. Er bekam den Auftrag, Radierungen darüber anzufertigen, erst zwei Jahre danach. Als Grundlage dienten ihm Zeichnungen von Claude la Ruelle und Jean de la Hière. Die Radierungen sind zwar mit dem Namen Brentels signiert, doch stach er die Platten nicht selbst – sein Werk waren die äußerst kunstvollen, detailreichen Vorzeichnungen. Brentel zeigt hier seine Begabung für klare räumliche Gliederung, übersichtliche Darstellung der Menschenmassen und Genauigkeit im Detail. Auf einer Radierung ist neben dem Trauerzug ein einzelner Reiter auf dem Pferd zu sehen, der einen ganz anderen Stil aufweist. Dieser Reiter wird als erster Radierungsversuch des Hofmalers von Nancy, Jacques Bellange, angesehen, der heute vor allem wegen seiner Drucke bekannt ist.
Auch sein Zyklus über die Stuttgarter Feste von 1616 ist nicht weniger interessant. Den Auftrag dazu erteilte der Herzog Johann Friedrich – erst nachträglich – dem damals in Stuttgart arbeitenden Maler Esaias van Hulsen. Wegen Überarbeitung bat dieser Brentel um Hilfe. Van Hulsen beschränkte sich darauf, die Konzeption des Gesamtwerkes auszuarbeiten, alle Abbildungen übergab er Brentel, der den Großteil der Arbeit – 84 Abbildungen übernahm, 8 weitere übernahm Merian. Als Grundlage dienten Brentel Zeichnungen eines Stuttgarter Künstlers, der die Feierlichkeiten gesehen hatte – wahrscheinlich des Hofmalers Georg Donauer. Bei genauer Betrachtung der Abbildungen Brentels offenbart sich die Unterschiedlichkeit deren Ausführung. Brentel stach also auch hier die Platten nicht selbst, sondern beauftragte damit mehrere Radierer. Seine Radierungen in diesem Werk überragen künstlerisch nicht nur die von Merian, sondern auch seine eigenen aus der früheren Zeit. „Die Figuren sind zierlich und beschwingt, in vielfältigen und immer neuen Varianten und Bewegungen und in zarten Umrissen. Die großen Figurengruppen wie auch besonders die phantasievollen köstlichen Triumphwägen sind zu ornamentalen Bildkompositionen geworden, die sich nun zu Szenen zusammenschließen.“ Manche Radierung „ist von einer preziösen manieristischen Eleganz, wie man sie in dieser Zeit in der deutschen Graphik nirgends, aber auch sonst nicht leicht findet.“
Obwohl sich in Brentels Werk starke Bezüge zu Herzogtum Württemberg bereits vom Anfang seiner selbständigen Tätigkeit 1601 finden, gibt es keine Hinweise, dass er sich länger in Stuttgart aufgehalten haben konnte. Lediglich 1618 war er dort, als er die Radierung des großen Saals im neuen Stuttgarter Lusthaus anfertigte. Zu gleicher Zeit entstand ein Zyklus der Radierungen, der die ersten Grafen von Württemberg darstellte. Als Vorlagen dienten Brentel Skulpturen von Sem Schlör im Chor der Stuttgarter Stiftskirche. Dieser Zyklus blieb unvollständig: während es 11 Skulpturen von Schlör gibt, besteht der Zyklus Brentels aus nur 8 Radierungen, die in einer sehr kleinen Zahl als Probedrucke abgedruckt wurden.
Nach Pompe funèbre, die den Höhepunkt des Manierismus von Brentel markiert, kommen in Brentels Werk – ähnlich wie bei den französischen Malern – immer mehr klassizistische Elemente auf.

## Schüler
Außer dem berühmten Matthäus Merian gehörten zu den Schülern und Mitarbeitern Brentels zum einen einige Mitglieder seiner Familie. Dies waren vor allem seine beiden Kinder Hans Friedrich und Anna Maria. Auch sein Schwager Hans Bühler (der Mann seiner jüngeren Schwester Regina) und sein Schwiegersohn Israel Schwarz waren seine Schüler. Ferner gehörten zu dem Kreis die Miniaturisten Johann Wilhelm Baur, Johann Jakob Besserer und Johann Walter, der Goldschmied und Ornamentstecher Tobias Franckenberger sowie – nur eine kurze Zeit – der Stilllebenmaler Sebastian Stoskopff. Unter ihnen war Johann Wilhelm Baur der bekannteste. Vergleicht man die Arbeiten Baurs mit den Brentels, so stellt man fest, dass nicht nur der Schüler von dem Lehrer profitierte, sondern auch umgekehrt.

## Werke (Auswahl)

### Zeichnungen

#### Sammelwerke

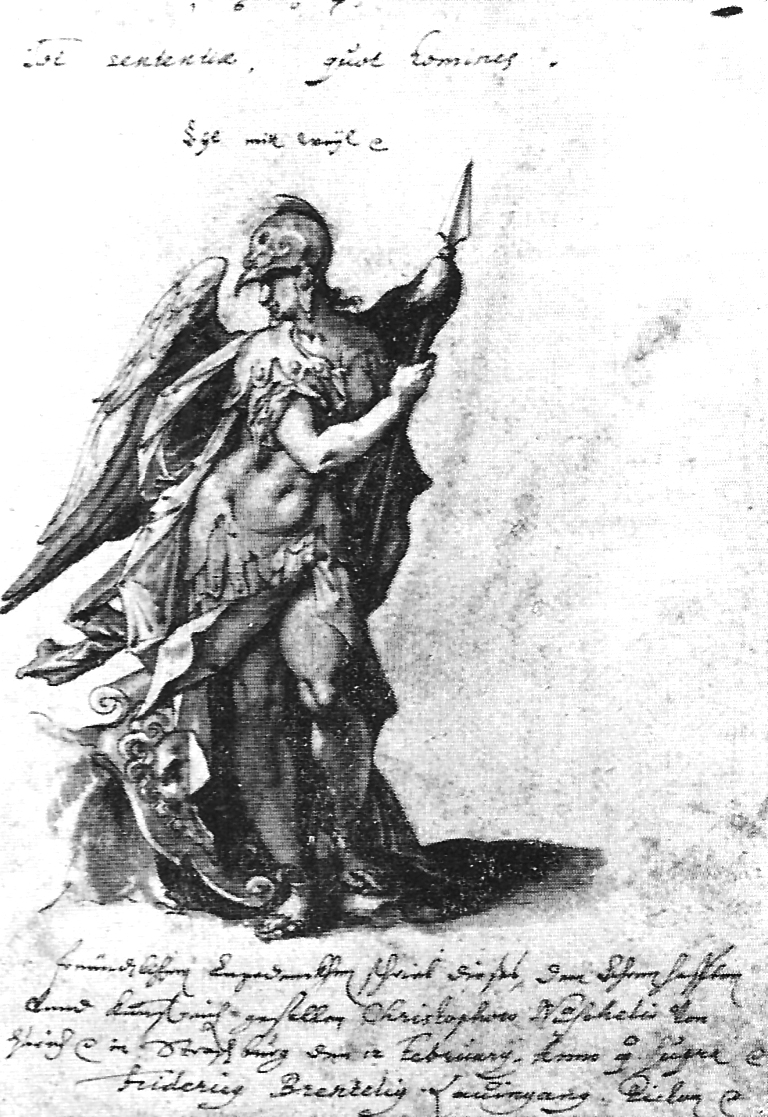
Minerva (Zeichnung aus einem Stammbuch vom 12. Februar 1607)

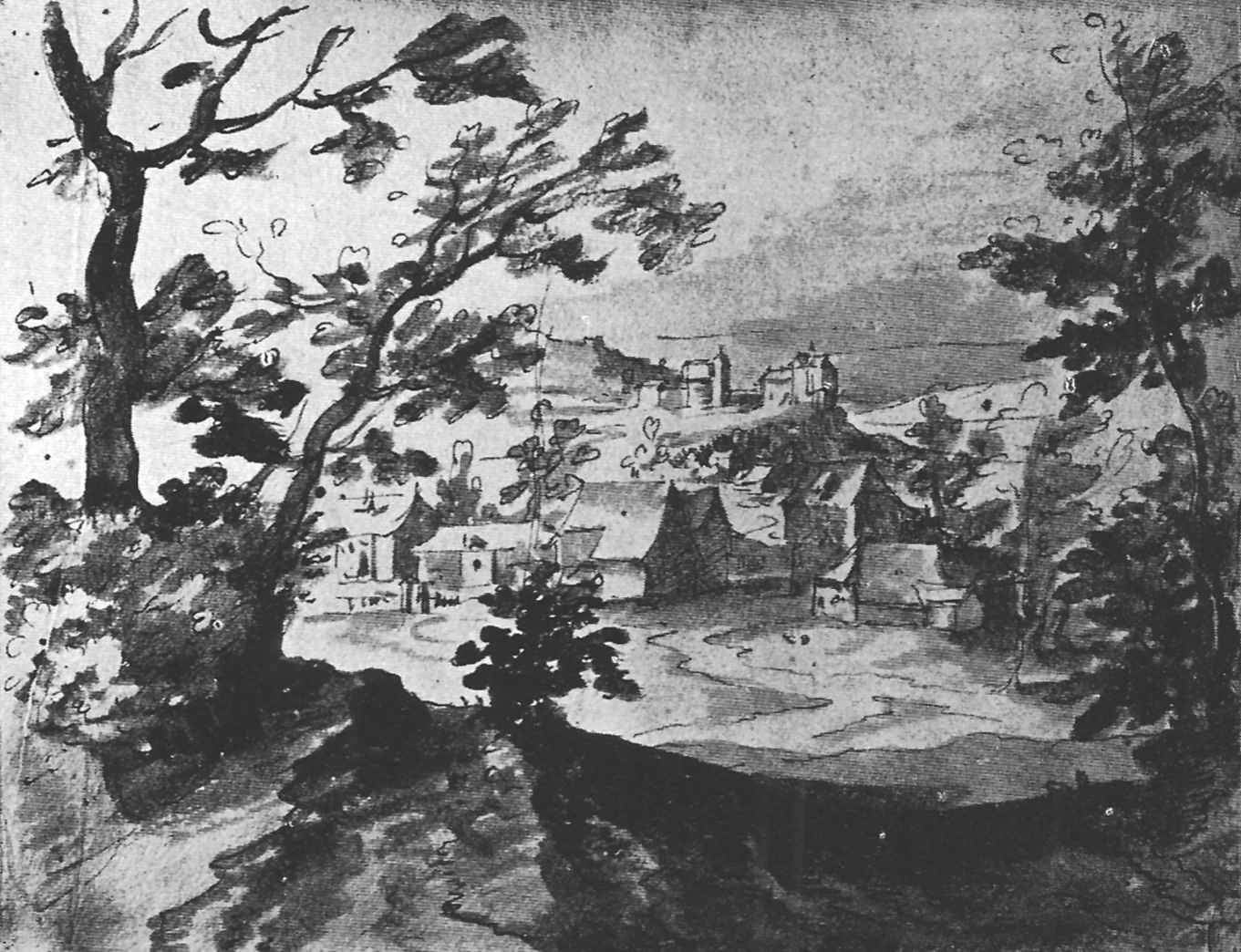
Landschaft mit Dorf und Burg (Federzeichnung laviert)

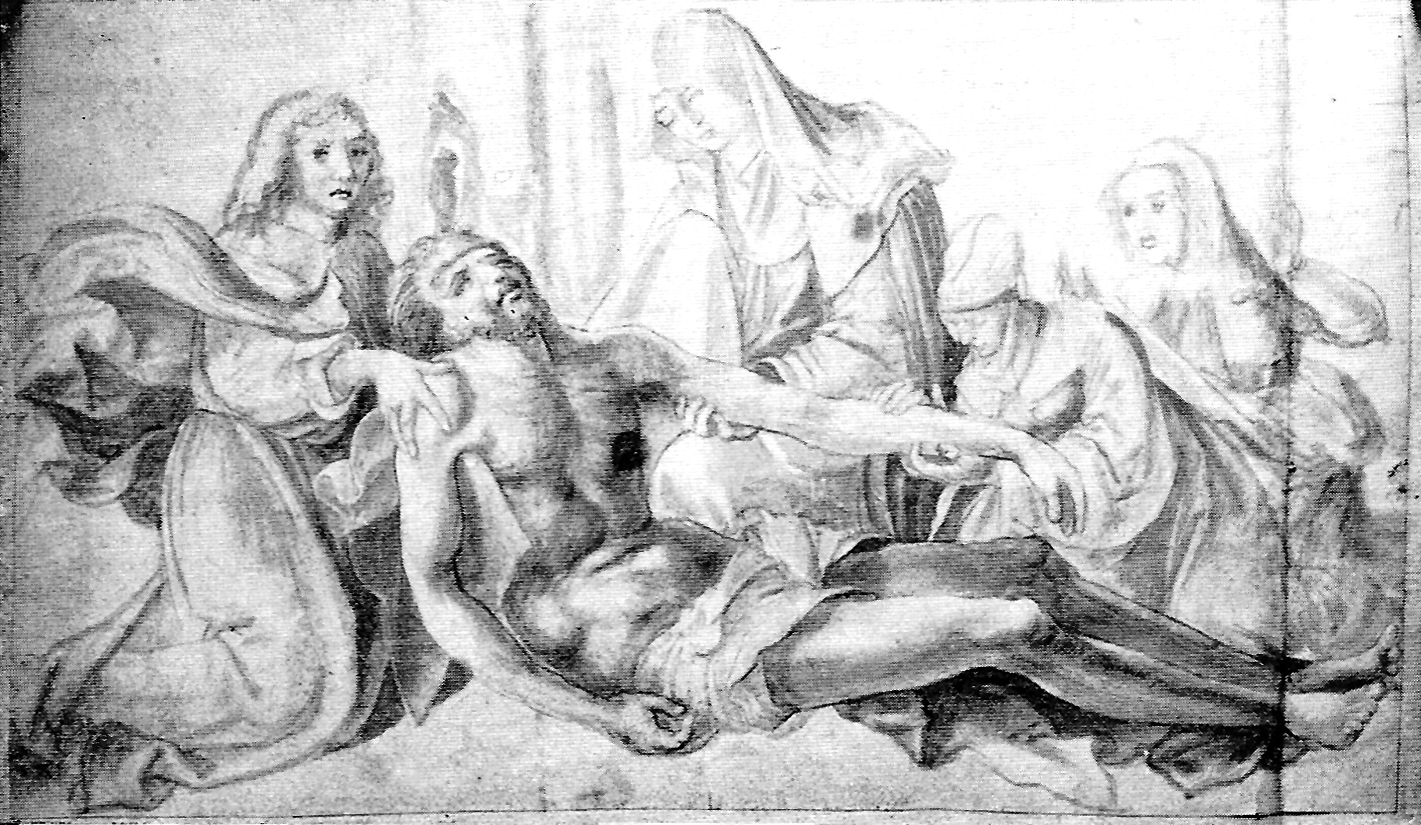
Beweinung Christi (Zeichnung nach einem Werk aus dem Umkreis Hans Baldungs)

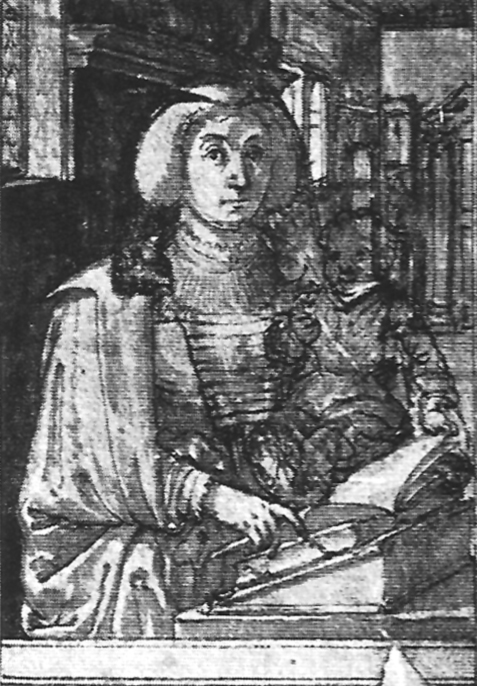
Gräfin Anna von Leiningen (Vorzeichnung zum Gemälde, 1629)

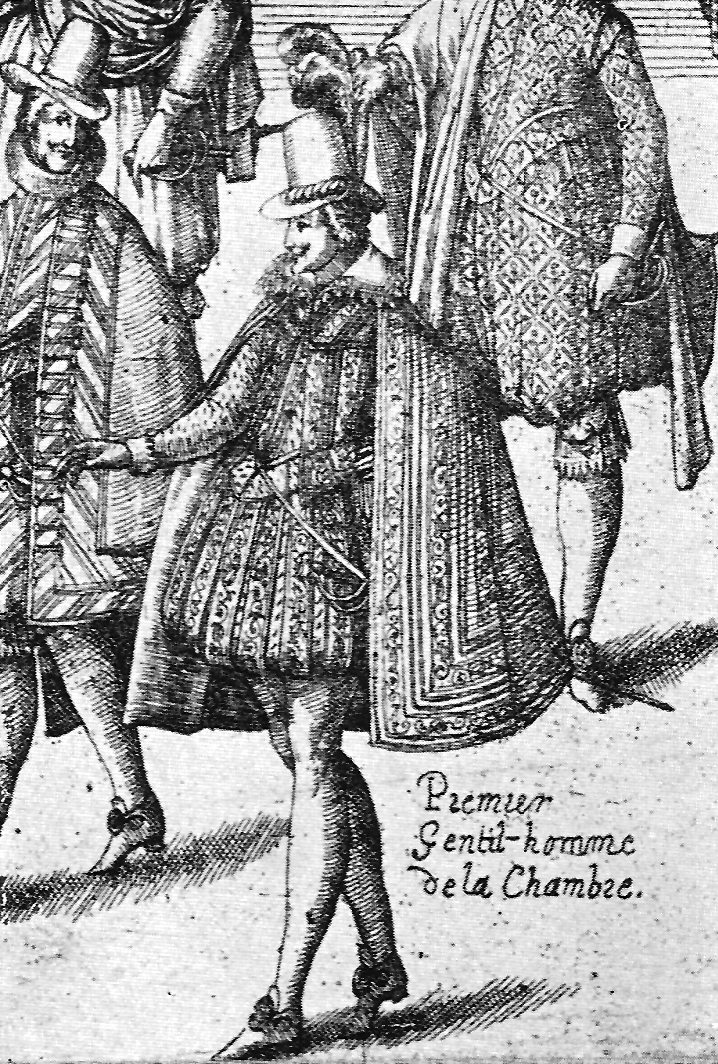
Ausschnitt aus Pompe funèbre (Radierung, 1611)

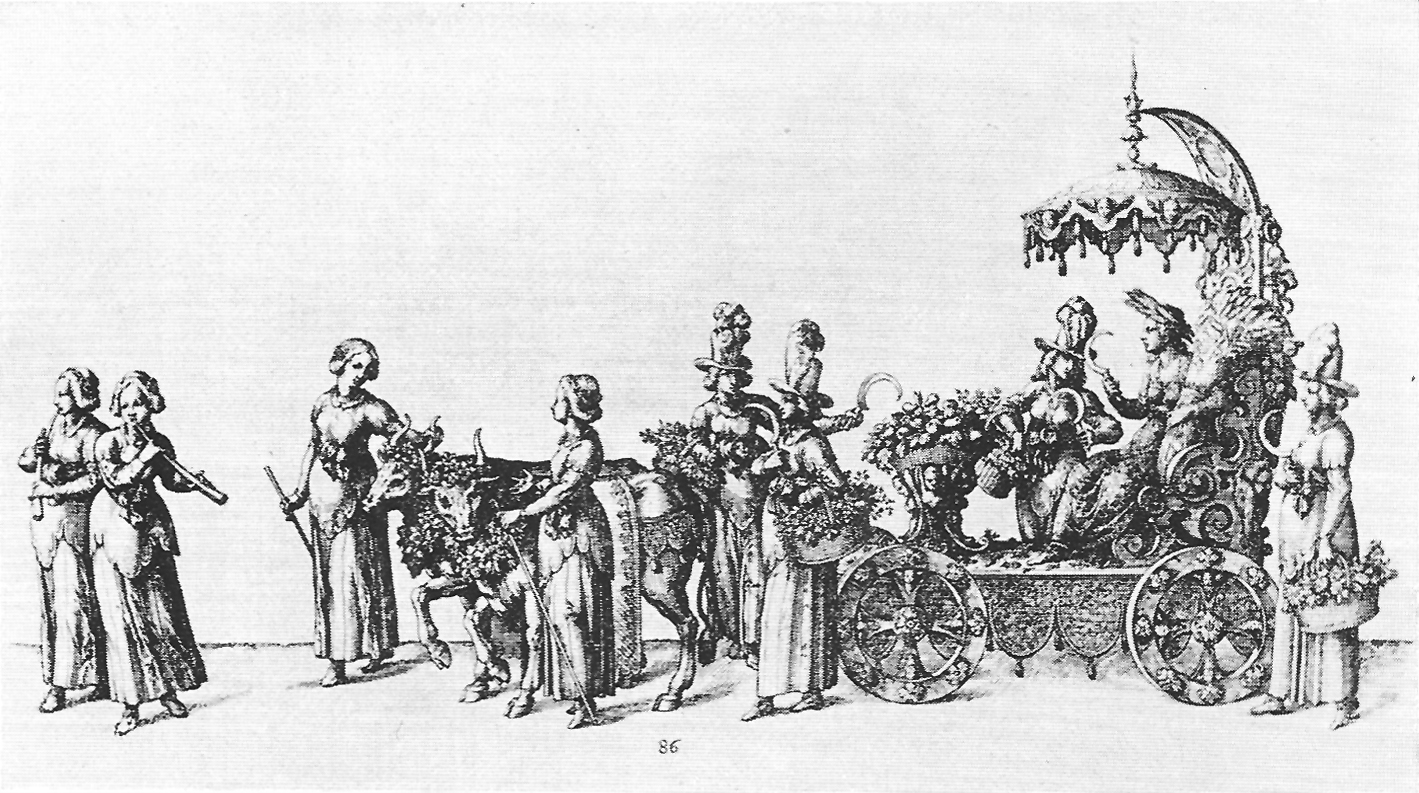
Stuttgarter Hoffeste (Radierung, 1617)

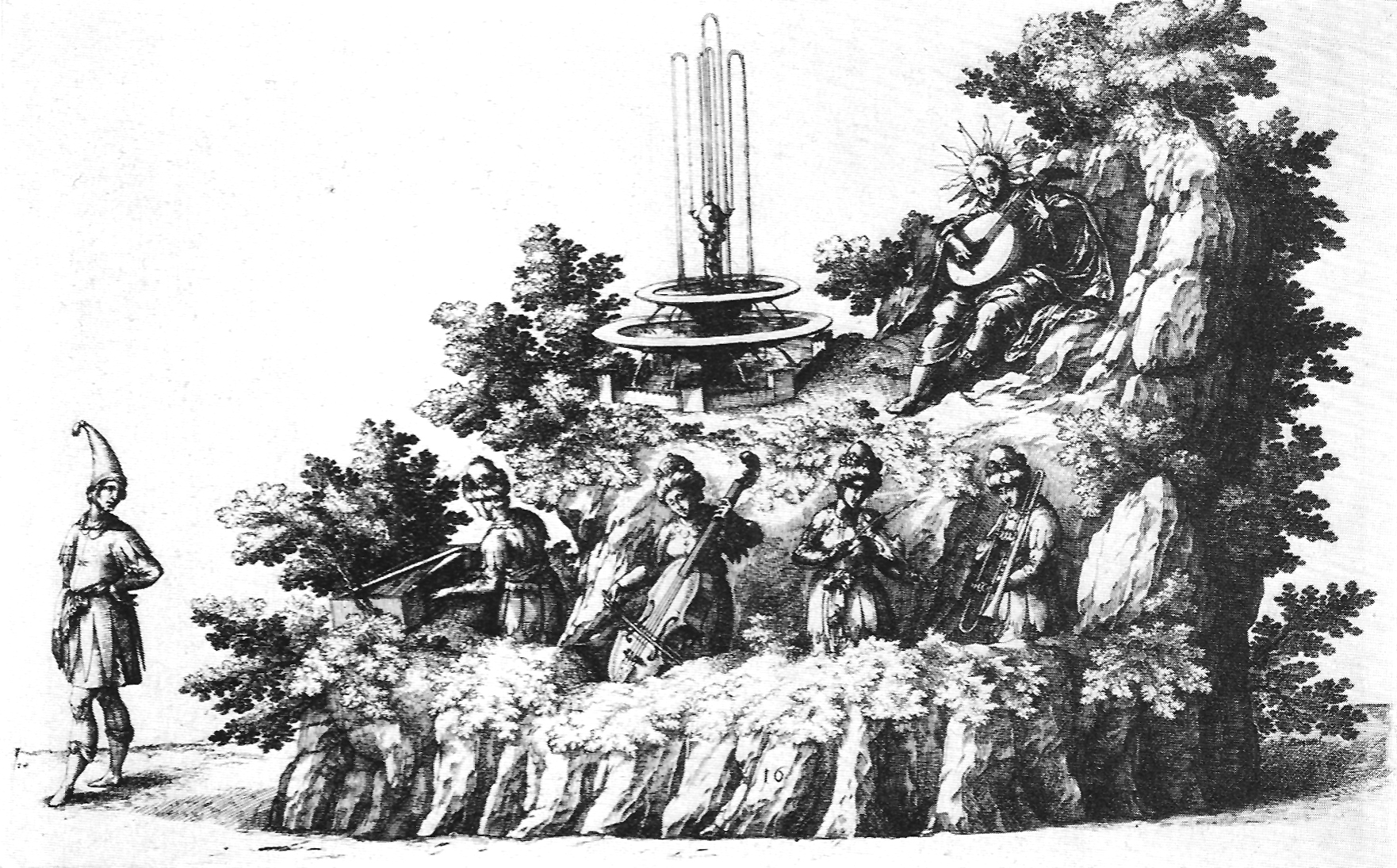
Der Parnass (Radierung, 1617)

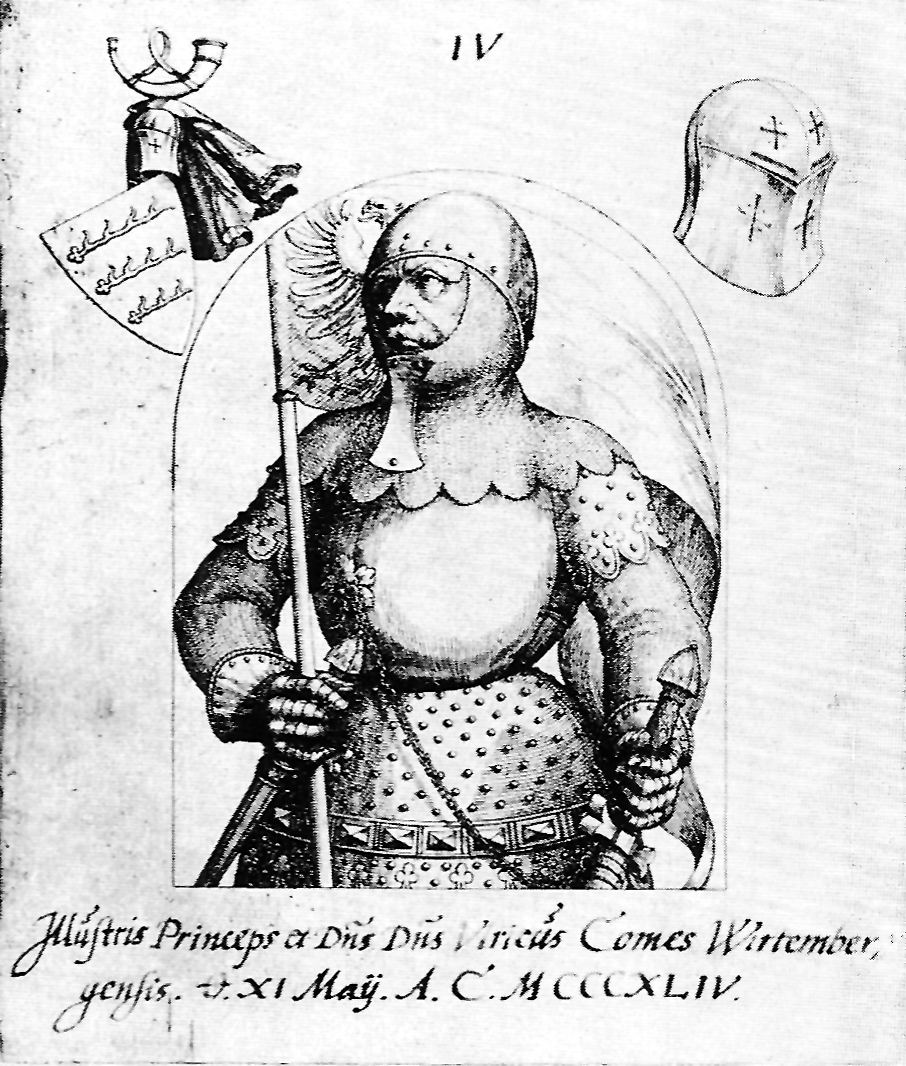
Graf Ulrich III. von Württemberg (Radierung, 1618)

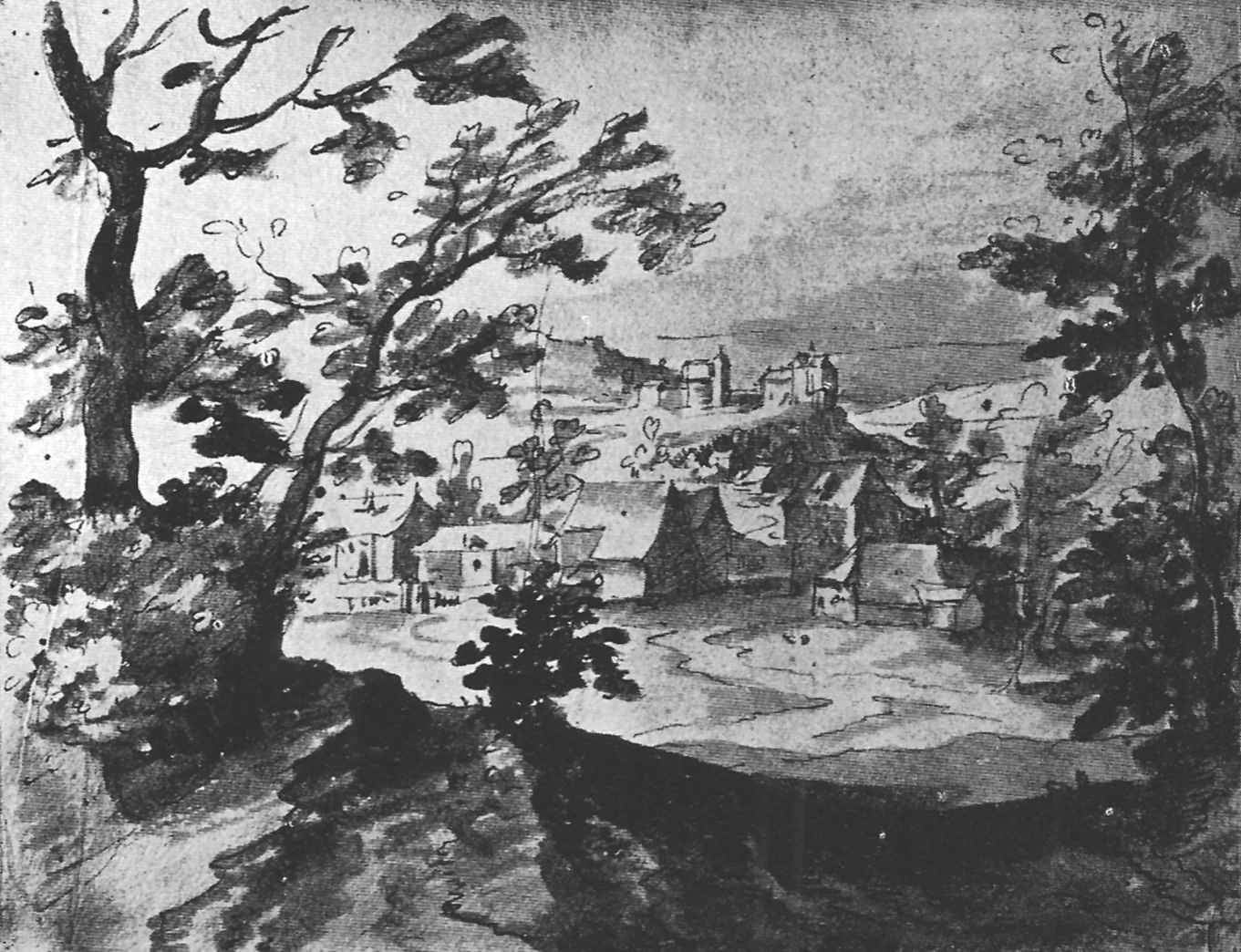
Landschaft mit Dorf und Burg (Federzeichng laviert)

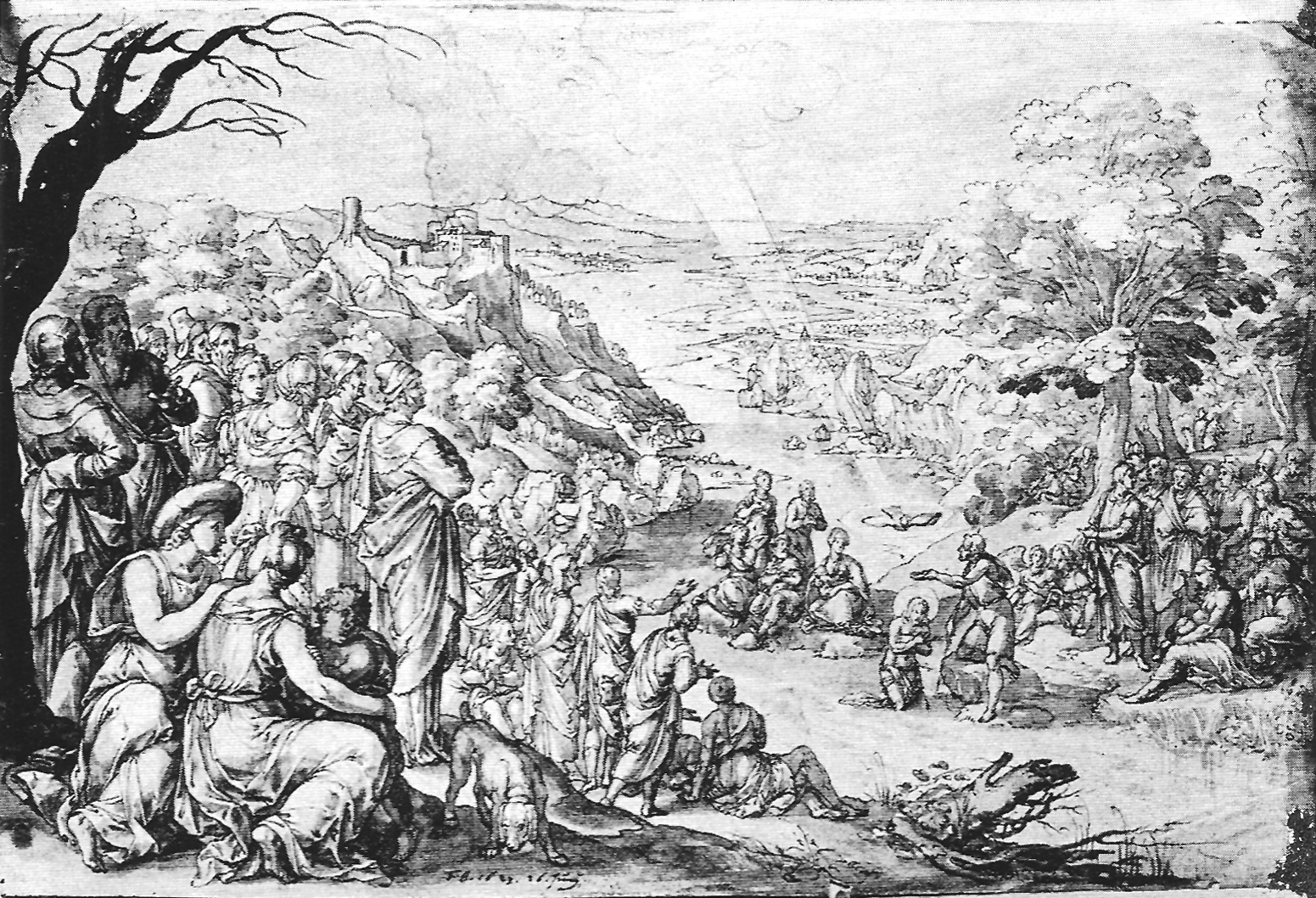
Taufe Christi (Federzeichnung laviert)

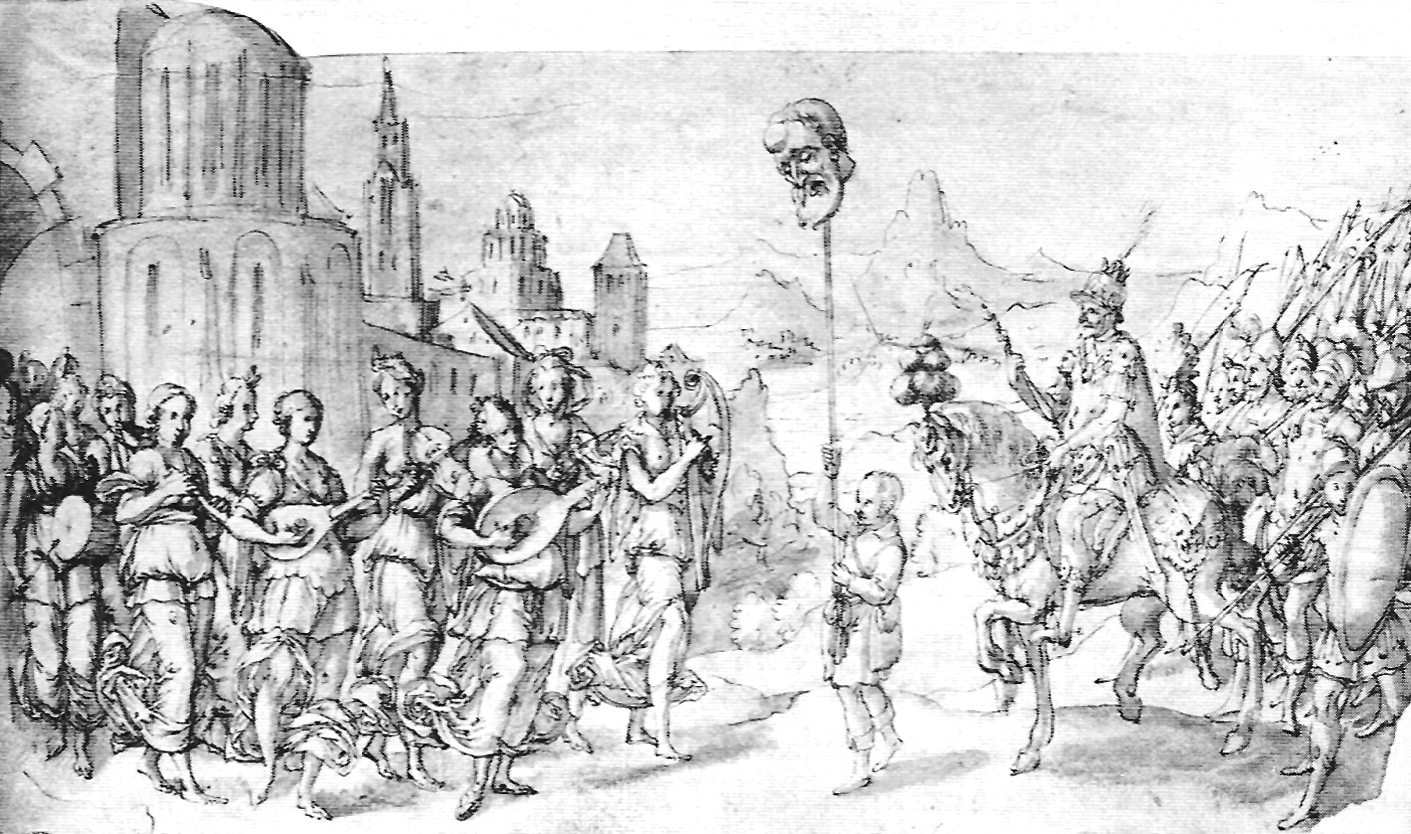
Triumph Davids (Federzeichnung laviert)

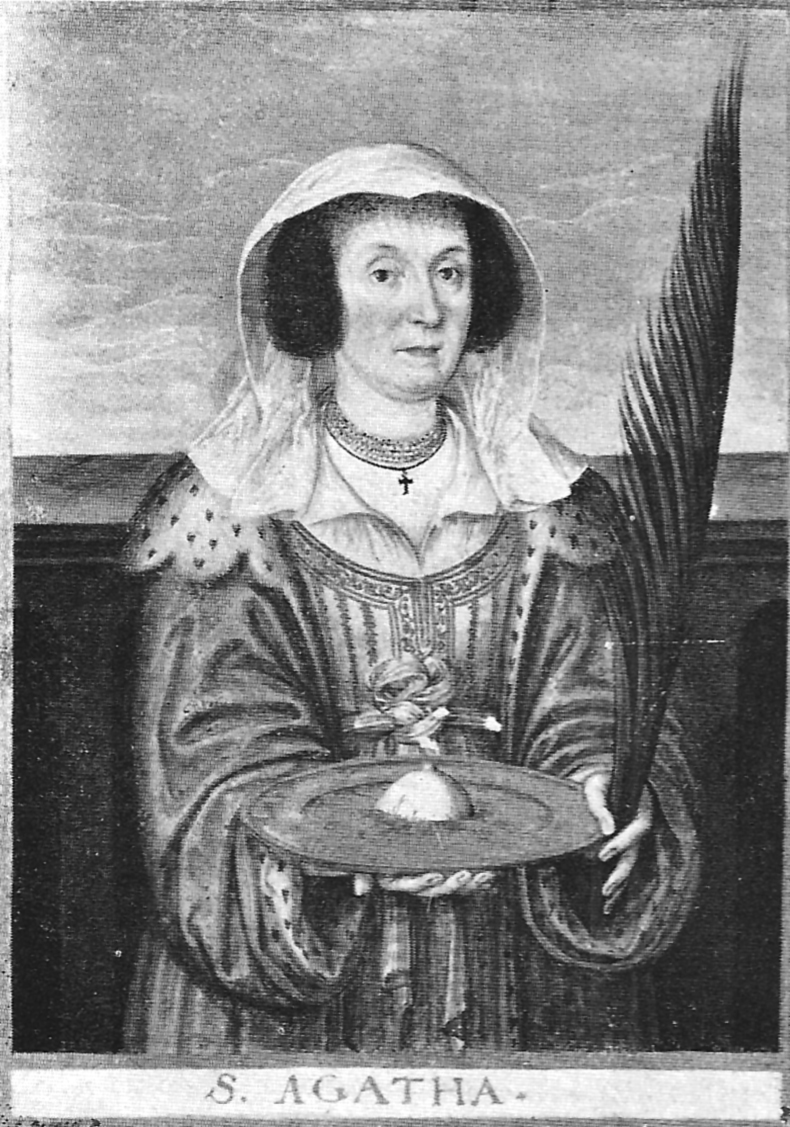
Agathe Frau zu Rappoltstein als hleilige Agatha (Miniatur 1629)

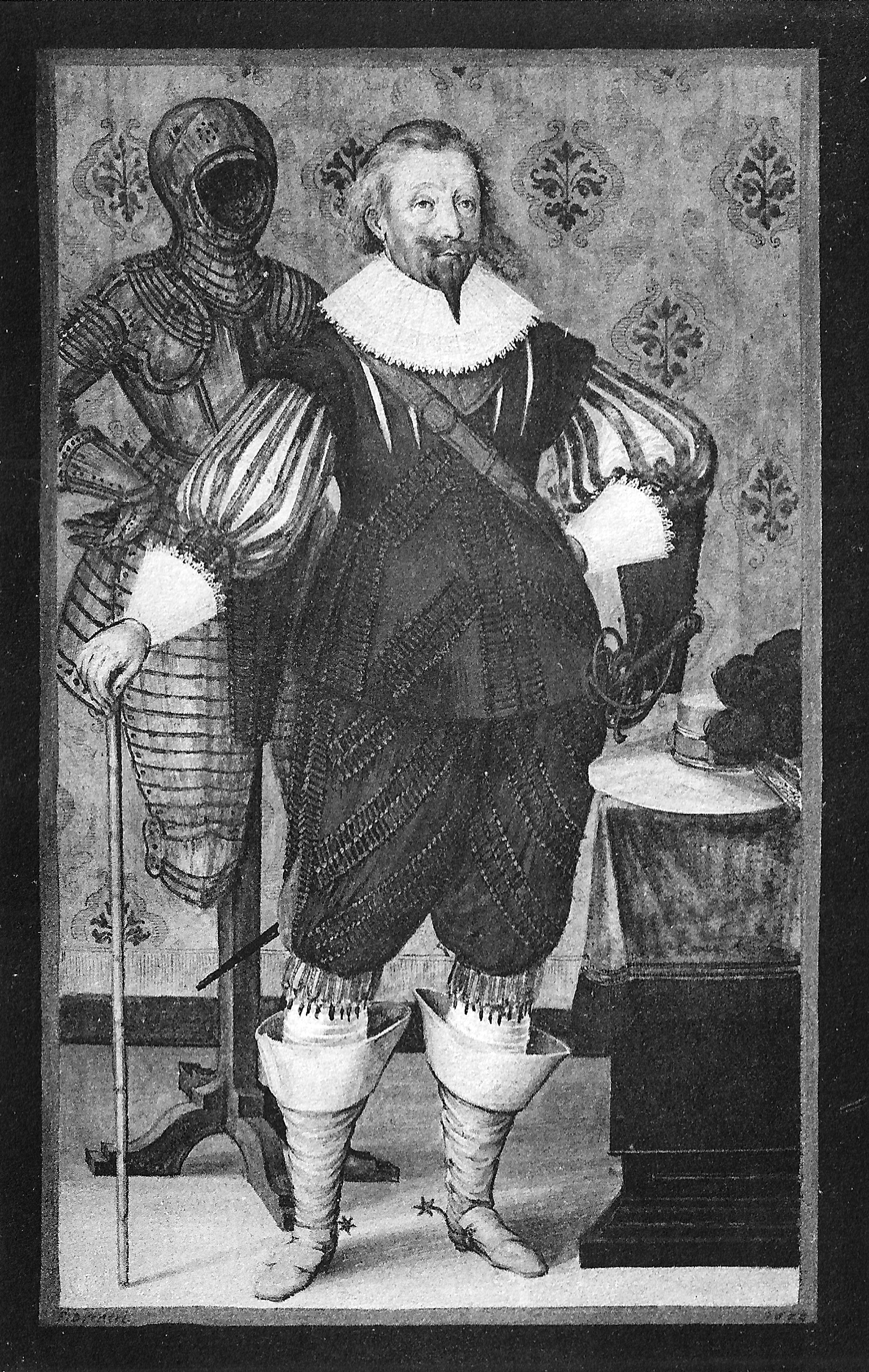
Friedrich Graf von Solms-Rödelheim (Miniatur 1629)

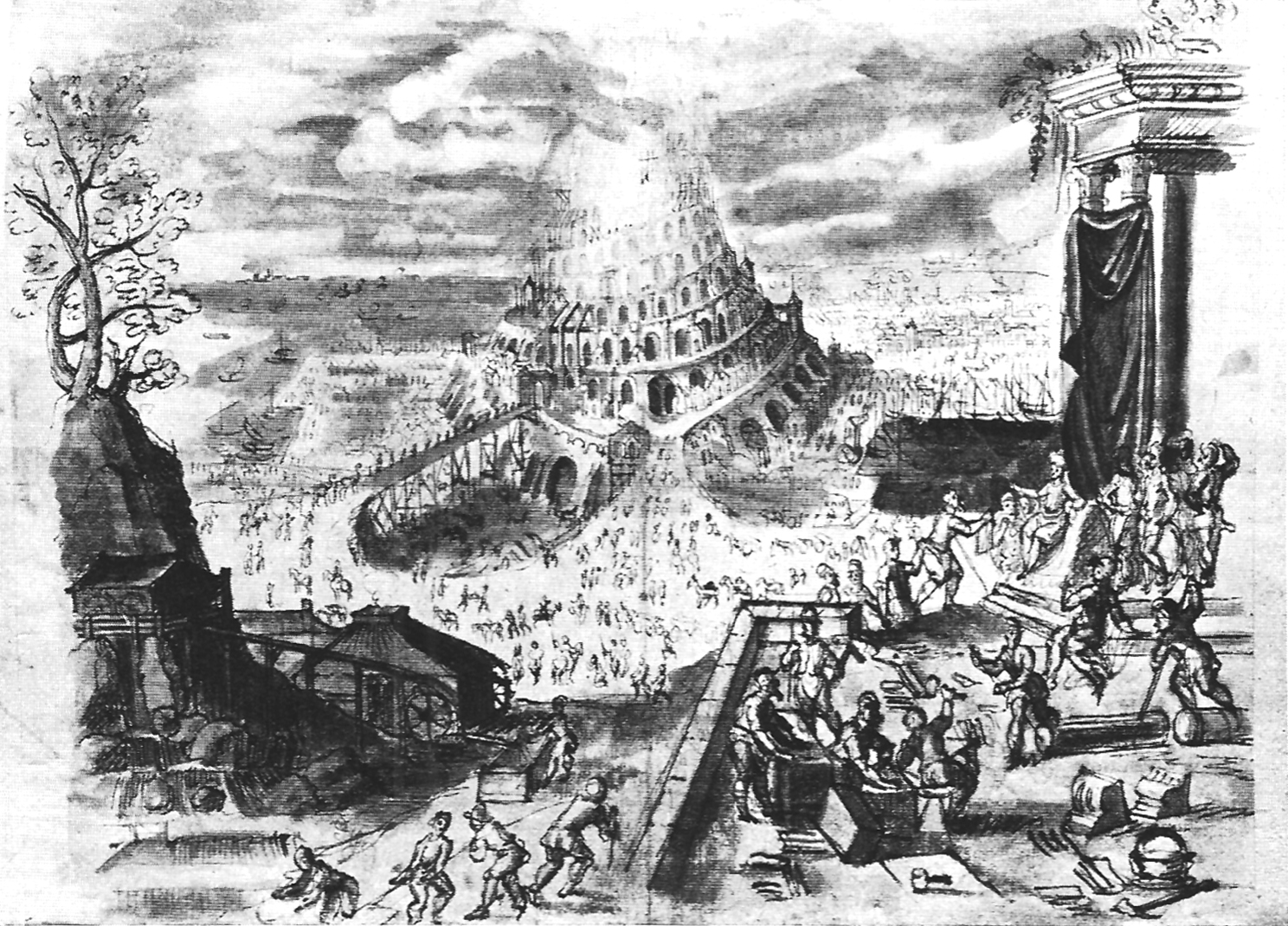
Turmbau zu Babel (Federzeichnung laviert, um 1630)

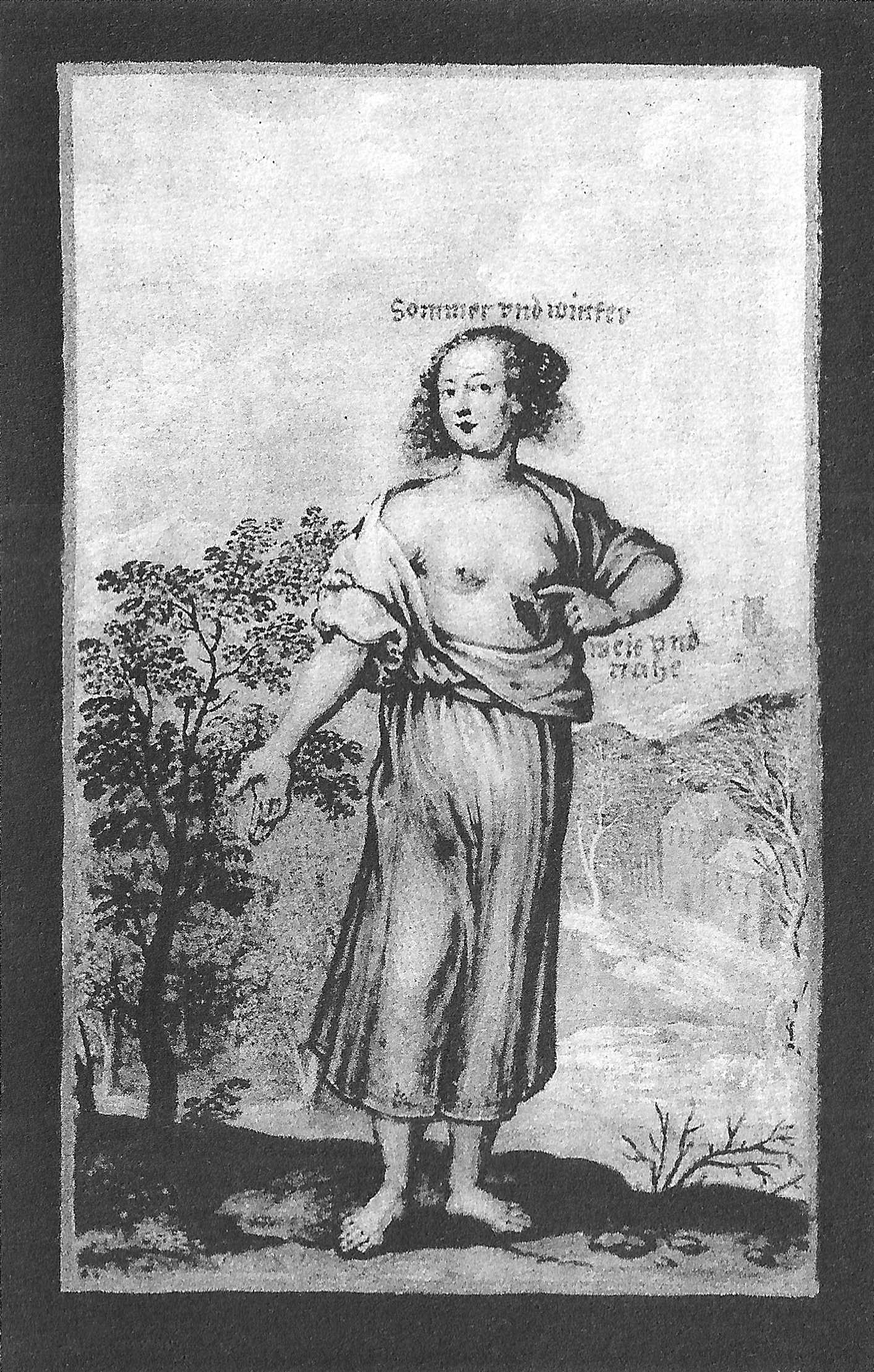
Anna Maria von Baden-Durlach (Miniatur 1645)

- Klebeband (K) mit 106 Pergamentblättern im Format 31,5 × 20 cm mit insgesamt 327 Zeichnungen, wovon mindestens 170 von Friedrich Brentel stammen (Staatliche Kunsthalle Karlsruhe, Inv. VIII 2676)
- Sammelmappe (F), überzogen mit einem grün gefärbten Pergament mit goldgeprägten Schriftzug DÉSSINS DE BRINTEL 1651, im Format 46,5 × 29,5 cm mit 92 Blättern mit 1 Radierung und 629 Zeichnungen, wovon etwa 290 von Friedrich Brentel stammen (Staatliche Kunsthalle Karlsruhe, Inv. 1965-10)
- „Oberrheinische Scheibenrisse“ (etwa 75 Zeichnungen, Staatliche Kunsthalle Karlsruhe)

#### Weitere Zeichnungen
- 12. Februar 1607 Stammbuchblatt mit Minerva (Anhaltische Gemäldegalerie Dessau)
- 4. Oktober 1618 Stammbuchblatt mit Fortuna (Grafikkabinett Straßburg)
- Bankett des Markgrafen Wilhelm von Baden-Baden (Kunstsammlung der Universität Göttingen)

### Radierungen
- 1601 Lucas Osiander (nach einem Bildnis, dem auch der Stich von Dominicus Custos von 1594 zugrunde liegt; Brustbild in ovalem Rahmen, 20,2 × 15 cm, Straßburg)
- 1609 Johannes Magirus (nach dem Gemälde von Gabriel Karg von 1604; Brustbild in ovalem Rahmen, 20,3 × 15,1 cm, Straßburg)
- 1609 Johann Friedrich I., Kurfürst von Sachsen (stehend in Rüstung, 43,0 × 36,4 cm, nach einem Holzschnitt Lucas Cranachs d. J. von 1547, mehrere Standorte, u. a. Berlin)[10]
- 1611 Pompe funèbre de Charles 3e du nom Duc de Lorraine Faite à Nancy – L’AN 1608 (Zyklus von 75 Blättern und 1 großer Stadtplan von Nancy (gedruckt von 4 Platten) mit Radierungen über die Trauerfeierlichkeiten von Herzog Karl III. von Lothringen 1608 und bei der Huldigung an Heinrich II. von Lothringen 1611, gefertigt von Friedrich Brentel und Matthäus Merian (Titelblatt und 12 weitere Blätter) nach Zeichnungen von Claude la Ruelle und Jean de la Hière, Pompe funèbre bei Institut national d'histoire de l'art, Paris)
- 1612 Titelbild zu Leonhart Thurneissers Von kalten, Warmen, Minerischen vnd Metallischen Wassern, Straßburg (26,8 × 17,3 cm, Bayerische Staatsbibliothek München)
- 1612 Die Heiligen der Einbethenkapelle bei Gengenbach (11,1 × 15,7 cm, Karlsruhe)
- 1612 Das Wappen des Markgrafen Georg Friedrich von Baden (12,6 × 18,5 cm)[11]
- Jüngstes Gericht (6,8 × 20,1 cm, Karlsruhe)
- 1616 Titelblatt des Straßburger Kirchengesangbuchs (32,3 × 20,1 cm, Karlsruhe)[12]
- 1616 Einfassung mit David und Saul (19,4 × 13,5 cm, kein Exemplar mehr nachweisbar)
- 1617 Stuttgarter Hoffeste vom Juli 1617, abgehalten aus dem doppelten Anlass der Taufe des Prinzen Ulrich und der Vermählung des Herzogs Ludwig Friedrich von Württemberg mit Magdalena Elisabeth von Hessen; veröffentlicht als: Aigentliche Wahrhaffte Delineatio vnnd Abbildung aller Fürstlichen Auffzug vnd Rütterspielen ... In der Fürstlichen Hauptstadt Stuetgartt ... Publicirt vnnd verferttiget. Durch Esaiam van Hulsen (Zyklus von 92 Radierungen, davon 84 von Brentel und 8 von Merian)
- 1617–18 4 Kartuschen (je 16,9 × 21,8 cm): Reiterschlacht (u. a. Aschaffenburg, Berlin), Stadt am Meer mit Fischmarkt (Kopenhagen), Hirschjagd (Kopenhagen, Stuttgart), Diana und Aktäon (u. a. Berlin, Karlsruhe)
- 1618 Das fürstliche Ballett bei der Vermählung Herzog Julius Friedrichs von Württemberg[13] (Druck mit 16 Seiten und 3 Tafeln mit Radierungen von Brentel: Die Insel des Meergotts (14,0 × 27,5 cm), Der Froschtanz (9,2 × 18,5 cm), Der Rittertanz (12,2 × 18,5 cm; Württembergische Landesbibliothek Stuttgart))
- 1618 Paul Jenisch (Brustbild in ovaler Rahmung, 13,8 × 9,0 cm, Staatsgalerie Stuttgart, Württembergische Landesbibliothek Stuttgart)
- 1618 Ehrenrettung der kleinen Männlein (15,2 × 20,1 cm, Berlin, Straßburg)
- 1618 8 Bildnisse der Grafen von Württemberg (nach Standbildern von Sem Schlör): Ulrich I., der Stifter (19,1 × 15,9 cm), Ulrich II. (18,8 × 15,5 cm), Eberhard I., der Erlauchte (18,6 × 15,7 cm), Ulrich III. (18,9 × 15,7 cm), Ulrich IV. (19,2 × 16,0 cm), Eberhard II., der Greiner (19,0 × 15,9 cm), Ulrich, der Sohn Greiners (19,0 × 15,8 cm), Eberhard III., der Milde (19,1 × 15,8 cm) (Württembergische Landesbibliothek Stuttgart, Württembergisches Hauptstaatsarchiv Stuttgart)
- 1619 Der Festsaal im neuen Lusthaus in Stuttgart (38,4 × 51,4 cm, u. a. Universitätsbibliothek Stuttgart)
- 1620 Johann Jacob Lucks: Sylloge Numismatum (Titelblatt (23,8 × 19,0 cm), großes Wappen Eberhards von Rappoltstein (15,3 × 12,6 cm), kleines Wappen Eberhards von Rappoltstein (7,4 × 5,6 cm), Emblem des Autors (8,9 × 8,9 cm), 295 Stiche von Medaillen des 16. Jahrhunderts, nicht alle von Brentel; Badisches Landesmuseum Karlsruhe, Staatliche Münzsammlung München)
- um 1620 Ein altbritischer Mann und Eine altbritische Frau (je 9,9 × 5,2 cm, München)
- 1628 Titelblatt zur Strassburgischen Polizei-Ordnung (26,4 × 17,2 cm, Straßburg)
- 1632 Ehestands Segen (Brautpaar in ovalem Kranz: zur Hochzeit Christoph Städels d. J. mit Barbara Meyer am 16. April 1632 in Straßburg, 13,5 × 10,8 cm, Straßburg)[14]
- 1634 Kinderzucht (Szene auf dem Hof, eine genaue, gleichseitige Kopie nach P. Serwouters, mit einem Gedicht, 15,4 × 18,4 cm, Straßburg)
- Bad Peterstal im Schwarzwald: Ansicht von Bad Peterstal (13,5 × 10,8 cm, Straßburg), Die Badehäuser von Bad Peterstal (13,7 × 19,8 cm, Karlsruhe)
- Unbekannter Badeort (10,4 × 19,6 cm)
- Abraham bewirtet die Engel (5,4 × 8,4 cm, kein Exemplar nachweisbar)

### Miniaturen
- 1618 Jonas und der Walfisch (Museum Rider Smidt van Gelder, Antwerpen)
- 1620 Diana und Aktäon, (Gouache auf Pergament, Grafikkabinett Straßburg).
- 1622 Minerva den Neid besuchend (Victoria and Albert Museum London)
- 1625 Landschaft mit Tobias und dem Engel Raphael, (Gouache auf Pergament, 17,5 × 26,0 cm)
- 1625 Berglandschaft mit Venus, Adonis und dem Wagen der Venus am Himmel, (Gouache auf Pergament)
- 1626 Geißelung und Dornenkrönung (Herzog Anton Ulrich-Museum Braunschweig)
- 1627 Die Kreuzigung, (Gouache auf Pergament, National Gallery of Art, Washington)
- 1629 Landschaft mit Bauernhaus und Ruinen (Grafikkabinett Straßburg)
- 1629–45 22 Bildnisse der ober- und mittelrheinischen Adligen, u. a. 1629: Jakob Herr zu Hohengeroldseck und Sulz (8,5 × 10,3 cm), Elisabeth Herrin zu Hohengeroldseck und Sulz (7,8 × 10,3 cm), Friedrich Graf von Solms-Rödelsheim (8,2 × 13,0 cm), Anna Maria Gräfin von Solms (8,0 × 13,0 cm), Albert Otto II. Graf von Solms-Rödelsheim (7,5 × 10,0 cm), Georg Friedrich Herr zu Rappoltstein (8,5 × 10,0 cm), Agathe Frau zu Rappoltstein (6,8 × 9,4 cm); Johann Jakob Herr zu Rappoltstein (7,5 × 10,0 cm); 1637: Philipp Jakob Herr zu Rappoltstein (7,5 × 12,0 cm), Dorothea Diana Frau zu Rappoltstein (9,0 × 12,0 cm), (Gouache auf Pergament, Staatliche Kunsthalle Karlsruhe)
- 1630 Horatius Cocles, (Gouache auf Pergament, Grafikkabinett Straßburg)
- 1631 Turmbau zu Babel (Städtische Kunstsammlungen Kassel)
- 1631–32 12 Szenen aus dem Leben Jesu (Schwedisches Nationalmuseum Stockholm)
- 1634 Der Ball (Gouache auf Pergament)
- 1635 Heerlager vor Straßburg (Historisches Museum Frankfurt am Main)
- 1636 Szenen aus der Tobias-Geschichte (Staatliche Museen zu Berlin)
- 1638 Flucht aus Ägypten (Grafikkabinett Straßburg)
- 1638 Johannespredigt (nach Pieter Schoubroeck, Gouache auf Pergament, Kunsthistorisches Museum Wien)
- 1639 Einzug Jesu in Jerusalem (nach Jacques Callot; 8,8 × 6,8 cm; Kunstsammlungen zu Maihingen)
- 1643 Zug durchs Rote Meer (Historisches Museum Frankfurt am Main)
- 1645 Acis und Galathea mit Blick auf Heidelberg (Germanisches Nationalmuseum Nürnberg)
- Leben und Leiden Christi in heraldischer Form[15]
- 1647 Stundenbuch des Markgrafen Wilhelm von Baden-Baden, (2 Pergamentblätter-Bände mit insgesamt 473 Seiten, 14,9 × 10,8 cm; darin 53 Deckenfarben-Miniaturen (davon 26 ganzseitig) Bibliothèque nationale Paris, Inv. Ms. lat. 10568 und 10569)[16]
- Hexensabbat bei Vollmond, (Gouache auf Pergament)
- Landschaft mit Schloss und Fluss, (Gouache auf Pergament, Staatsgalerie Stuttgart)
- Jüngstes Gericht (nach Michelangelo, Grafikkabinett Straßburg)
- Jesus im Hause des Simon (Szépművészeti Múzeum Budapest)
- Christus und Pharisäer, (Gouache auf Pergament)
- Christus unter Ärzten, (Gouache auf Pergament)
- Christus im Haus von Maria und Martha, (Gouache auf Pergament)
- Bauernhochzeit, (Gouache auf Pergament)
- Orpheus in der Unterwelt, (Gouache auf Pergament)
- Geld für Huldigung, (Gouache auf Pergament)

### Schriften
- 1642 Mahler- und Illuminir Büchlein von Friedrich Brentel dem Ältern auff instendiges Begehren seiner Freunde zusammen geschrieben, (Universitätsbibliothek Göttingen, Cod. ms. Uffenbach 49)

## Ausstellungen (mit Katalogen)
- 1912 Brüssel – Hôtel Goffinet: Exposition da la miniature
- 1912 München – Kunstverein: Miniaturen-Ausstellung
- 1955 Karlsruhe – Badisches Landesmuseum: Der Türkenlouis
- 1966 Berlin – Orangerie Charlottenburg: Deutsche Maler und Zeichner des 17. Jahrhunderts
- 1968/69 Wien – Albertina: Jacques Callot und sein Kreis
- 1978 Karlsruhe – Staatliche Kunsthalle: Heilige, Adlige Bauern. Entwürfe zu „Kabinettscheiben“
- 1979/80 Stuttgart – Staatsgalerie: Zeichnung in Deutschland. Deutsche Zeichner 1540–1640
- 1986 Heidelberg – Schloss: Die Renaissance im deutschen Südwesten
- 1989 Prag – Palais Sternberg: Německé malířství 17. stoleti
- 1994 Straßburg – St.-Pierre-le-Jeune: D’aprés Nature. Chefs-d’œuvre de la peinture naturaliste en Alsace